# Святий Ієронім із донатором Джироламо Амаді
«Святий Ієронім із донатором Джироламо Амаді» (італ. San Girolamo e il donatore Girolamo Amadi) — картина італійського живописця П'єро делла Франческа (1416/17–1492), представника доби Раннього Відродження. Написаний приблизно у 1450 році. З 1850 року зберігається в колекції Галереї Академії у Венеції.
Картина призначалася для особистого користування і була замовлена Джироламо Амаді, представником знатного роду із Лукки, який згодом оселився у Венеції, де сімейство збудувало церкву Санта-Марія-дей-Міраколі. 
Замовник картини, попри те, що він зображений на колінах перед святим Ієронімом, має такі ж самі пропорції, як і святий, що свідчить про встановлення нових рівних відносин між святими та віруючих. На задньому плані зображені пагорби Тибру і рідного міста художника Сансеполькро; художник любив зображувати м'який рельєф тосканської землі. Картина зазнала серйозних змін у кольорі: для зображення зелені листя та оточуючих пагорбів був використаний резинат міді, який з часом окреслився, перетворившись у колір паленого каштану. На фоні прозорого пейзажу вимальовуються фігури у всій їхній геометричній висоті. Відкрита книга на колінах святого є мотивом фламандського живопису, за допомогою якого змагалися майстри перспективного живопису для того, аби показати власні уміння.
На стовбурі дерева, куди вбитий хрест, знаходиться напис із підписом художника PETRI DE BÛ[R]GO S[AN]Ĉ[T]I SEPULCRI OPUS («Петра із Сан-Сеполькро робота»).